# Neastacilla kurilensis
Neastacilla kurilensis là một loài chân đều trong họ Arcturidae. Loài này được Kussakin miêu tả khoa học năm 1974.